# Аристархов, Владимир Владимирович
Владимир Владимирович Аристархов (род. 1969) — предприниматель, общественный деятель. С 12 сентября 2018 года — директор Российского научно-исследовательского института культурного и природного наследия имени Д. С. Лихачёва.. С мая 2013 года по 20 июня 2018 года — первый заместитель министра культуры РФ.
В.В. Аристархов входит в состав следующих органов:
— Организационный комитет по подготовке и проведению празднования 500-летия основания Новодевичьего монастыря;
— Коллегия Минкультуры России;
— Экспертный совет при Минкультуры России;
— Совет по науке при Минкультуры России.
— Постоянный член Изборского клуба (с февраля 2022 года).
— Член Совета по реализации ведомственного проекта по сохранению памятников деревянного зодчества Минкультуры России.
— Член Комиссии Российской Федерации по делам ЮНЕСКО.
— Эксперт Ленского клуба.
Также Владимир Аристархов является ответственным за реализацию национального проекта "Культура" от Высшего совета Всероссийской политической партии «Единая Россия».

## Биография
Владимир Аристархов родился в Москве 28 марта 1969 года.
В 1987 году окончил Университет марксизма-ленинизма при Московском городском комитете КПСС по специальности «теория и практика комсомольской работы».
В 1986 году Владимир Аристархов поступил на экономический факультет МГУ имени М. В. Ломоносова, а в 1987 году был призван на срочную службу в Вооружённые силы СССР. Служил в артиллерийских войсках в Приморском крае. «Я учился как раз в то время, когда в армию брали всех — независимо, есть военная кафедра в институте или нет. Для меня армия действительно была школой жизни. Я ушёл служить со второго курса МГУ и через два года вернулся на третий».

В 1992 году окончил МГУ с отличием. В 2012 году получил дополнительное образование в Финансовом университете при Правительстве Российской Федерации по специальности «Управление государственными финансами».

### Начало карьеры
Начиная с 1990 года создал и возглавил несколько коммерческих структур в сфере грузовых перевозок, внешней торговли, промышленного строительства.
В 1999 году стал председателем Совета директоров Ассоциации развития отечественного производства «Триколор». В том же году вступил в общественно-политическое объединение «Отечество» мэра Москвы Юрия Лужкова.
19 декабря 1999 году был выдвинут избирателями кандидатом в депутаты Государственной думы РФ третьего созыва по Мытищинскому одномандатному округу № 108 и занял первое место. Решением Центризбиркома РФ выборы по округу были признаны не состоявшимися, так как большинство избирателей проголосовало против всех кандидатов.

### Общественная деятельность: «Единая Россия»
В 2002 году Владимир Аристархов вступил в партию «Единая Россия». Член политсовета, член президиума политсовета, заместитель секретаря политсовета Московского областного регионального отделения партии «Единая Россия». Координатор молодёжной политики МОРО партии «Единая Россия». Куратор партийного проекта «Историческая память».
В 2003 году принимал участие в выборах в Госдуму РФ четвёртого созыва по Мытищинскому одномандатному округу № 109 (выдвинут избирателями), занял второе место, набрав 14,73 % голосов. Выборы выиграл депутат Госдумы РФ третьего созыва Аркадий Баскаев, избиравшийся от Мытищинского округа в 2000 году.
В 2003—2007 гг. — возглавлял Московское областное региональное отделение Всероссийской общественной организации «Молодая Гвардия Единой России».
С 2007 по 2011 годы — депутат Московской областной думы четвёртого созыва. Член Комитета по вопросам образования, культуры, спорта, делам молодежи и туризма. Входил во фракцию «Единой России».
В 2011 году — доверенное лицо Общероссийского Народного Фронта (ОНФ).
С февраля 2018 года назначен ответственным за реализацию национального проекта «Культура» от Высшего совета партии.

### Госслужба: Министерство культуры РФ
С 2012 г. работает в Министерстве культуры РФ. В 2012—2013 гг. — советник министра культуры РФ Владимира Мединского, руководитель Департамента контроля и кадров Минкультуры России.
Со 2 мая 2013 г. — первый заместитель министра культуры РФ Владимира Мединского. В разное время координировал деятельность Департамента контроля и кадров, Департамента информационной политики, Департамента межнациональных отношений, Административного департамента, Департамента культурного наследия, Департамента науки и образования, Департамента музеев, Департамента информационного и цифрового развития.
20 июня 2018 года Дмитрий Медведев подписал указ об увольнении замминистра культуры Владимира Аристархова. В документе отмечается, что Аристархов освобождён от должности по собственному желанию.
12 сентября 2018 года возглавил Российский научно-исследовательский институт культурного и природного наследия имени Д.С. Лихачёва.

Входил в состав ряда советов, комитетов и комиссий, в числе которых:
- Правительственная комиссия по вопросам государственной культурной политики;[13]
- Экспертный совет по поддержке театральных постановок по произведениям классической отечественной литературы;
- Комиссия по проведению аттестации руководителей федеральных государственных унитарных предприятий, находящихся в ведении Министерства культуры Российской Федерации;
- Межведомственная рабочая группа по вопросам, связанным с исследованием и перезахоронением находящихся в Государственном архиве Российской Федерации останков цесаревича Алексея и великой княжны Марии Романовых;
- Межведомственная комиссия по обеспечению сохранности Музейного фонда Российской Федерации;
- Организационный комитет Международного фестиваля музеев «Интермузей» (Председатель);
- Межведомственная комиссия по проведению мониторинга эффективности образовательных организаций высшего образования;
- Координационный совет Программы фундаментальных исследований в Российской Федерации на долгосрочный период (2013—2020 годы);
- Совет по науке при Министерстве культуры Российской Федерации;
- Комиссия при Президенте Российской Федерации по делам инвалидов;
- Межведомственный совет по развитию Национальной электронной библиотеки;
- Национальный координационный совет по поддержке молодых талантов России;
- Рабочая группа по координации проведения исследований, направленных на изучение приоритетов социально-экономического развития Крымского федерального округа;
- Рабочая группа по развитию независимой системы оценки качества работы организаций, оказывающих социальные услуги;
- Правительственная комиссия по профилактике правонарушений;
- Межведомственная рабочая группа по противодействию идеологии терроризма;
- Координационный совет по государственной поддержке социально ориентированных некоммерческих организаций;
- Межведомственная комиссия Совета Безопасности Российской Федерации по безопасности в экономической и социальной сферах;
- Экспертная рабочая группа федерального уровня (по проекту «Российская общественная инициатива»);
- Межведомственная рабочая группа по подготовке документов стратегического планирования Российской Федерации;
- Попечительский совет Фонда «История Отечества»;
- и другие.

Кроме того, В. В. Аристархов являлся ответственным за реализацию государственных программ, ответственным исполнителем которых является Минкультуры России: «Развитие образования» на 2013—2020 годы; «Социальная поддержка граждан»; «Доступная среда» на 2011—2020 годы; «Развитие науки и технологий на 2013—2020 годы»; «Информационное общество (2011—2020 годы)»; а также председателем комиссии по категорированию объектов Минкультуры информатизации центрального аппарата Министерства культуры Российской Федерации.
В 2015 году получил классный чин действительного государственного советника РФ 3-го класса.
В 2024 году вошёл в Совет при президенте Российской Федерации по культуре и искусству.

## Награды
- Почётная грамота Президента Российской Федерации (2014 г.)
- Медаль Министерства обороны Российской Федерации «За возвращение Крыма» (2014 г.)
- Почетная грамота Федеральной таможенной службы (2016 г.)
- Орден Дружбы (26 августа 2016) — за особые заслуги в подготовке и проведении важных гуманитарных внешнеполитических акций, способствующих уреплению мира и дружбы между народами
- Почетная грамота Российского профсоюза работников культуры (2016 г.)
- Благодарность Федеральной службы по надзору в сфере образования и науки (2016 г.)
- Памятная медаль «XXII Олимпийские зимние игры и XI Паралимпийские зимние игры 2014 года в г. Сочи»;
- Юбилейная медаль Совета Безопасности РФ «XXV лет Совету Безопасности РФ» (2016 г.)
- Благодарность Правительства РФ (2017 г.)
- Благодарность Президента РФ (2018 г.)
- Нагрудный знак Министерства культуры Российской Федерации «За вклад в развитие культуры» (2018 г.) и др.

## Семья
Имеет двоих детей.
Жена — Аристархова Марина Викторовна.
Брат Андрей (1973 г.р.), предприниматель в области строительства, с 10.08.2012 г. по 20.09.2013 г. — советник министра культуры РФ Владимира Мединского. В 2014—2016 гг. — генеральный директор открытого акционерного общества «Реставрационные компании», созданного Минкультуры РФ и объединившего несколько крупнейших государственных научно-производственных предприятий в области реставрации.

## Крупным планом
5 сентября 2007 года состоялось первое в осенней сессии пленарное заседание Московской областной Думы. За куратором молодёжной политики областной «Единой России» Владимиром Аристарховым закрепили Домодедово, Климовск, Троицк, Щербинку.

### «Парашютный кросс»
25 октября 2007 года Аристархов организовал «парашютный кросс», прыгнув с парашютом в компании с начальником штаба «Молодой Гвардии» Московской области Евгением Баришевским и 18 «молодогвардейцами» из Балашихи, Щёлково, Ногинска, Орехово-Зуево, Долгопрудного, Пушкино, Лобни, Королёва и Железнодорожного. «Прыжки с парашютом относятся к экстремальным видам спорта, которые позволяют человеку почувствовать то, что у него есть сила воли — сделать такой трудный шаг в пустоту, который потом даёт ни с чем не сравнимую радость полёта. Это под силу не каждому, но все наши справились. И это очень важно — чтобы человек почувствовал уверенность в себе, в своих силах. Это уникальный опыт для любого молодого человека и девушки», — подчеркнул Владимир Аристархов в разговоре с корреспондентом новостного портала города Королева.

### Экспедиция в Антарктиду
В 2008 году, 12 декабря, Владимир Аристархов, координатор молодёжной политики московского областного отделения партии «Единая Россия» и депутат Московской областной думы, принял участие в экспедиции в Антарктиду. Группа российских альпинистов поднялась на высшую точку Антарктиды — массив Винсона (4892 метра над уровнем моря). На вершине Владимир Аристархов с товарищами подняли флаги партии «Единая Россия» и всероссийской общественной организации «Молодая Гвардия Единой России»!

### Молодёжный парламент
В 2010 году Аристархов выступил с инициативой создания молодёжного парламента. «Нашей задачей, когда мы задумывали идею молодёжного парламента, было отнюдь не создание дополнительной трибуны для тех или иных политических сил, — пояснил Владимир Аристархов. — Цель состояла в том, чтобы дать возможность активной молодёжи проявить себя, независимо от её партийности или беспартийности».

### Состояние и позиция в списке Forbes
В 2010 году Аристархов занял 66 позицию в рейтинге российского Forbes «Власть и деньги. Рейтинг и доход чиновников 2010». На тот момент состояние Владимира Аристархова — председателя совета директоров Ассоциации развития отечественного производства «Триколор», оценивалось в 62.61 млн руб. «Ассоциация за последние несколько лет построила почти два десятка производственно-складских комплексов в Подмосковье», — было сказано в комментарии к рейтингу.

### В поддержку среднего и мелкого бизнеса
В 2011 году, став доверенным лицом ОНФ, Аристархов опубликовал статью о проблемах, с которыми сталкиваются мелкие и средние предприниматели. Эта статья была перепечатана многими подмосковными СМИ. «Малый и средний бизнес — основа российской экономики. Здесь, а не в сырьевых отраслях, занято больше всего людей… На вопрос: лучше или хуже становится жизнь предпринимателя? — любой из них вам ответит: „Хуже!“ Дело тут не в кризисе, а в тех законах и подзаконных актах, которыми год от года душат самостоятельное дело у нас в стране. Общее мнение и предпринимательских кругов, и представителей муниципальной власти: невозможно решать все вопросы из единого центра. Надо доверять местным Советам, главам, администрациям. Им на месте виднее, как принять оптимальное решение. А если глава или Совет не умеют работать, то избирателям их нетрудно и переизбрать».

### В поддержку «традиционных ценностей»
Став заместителем Министра культуры, Аристархов заявил, что под флагом современных пьес, современного искусства зачастую проталкиваются «плоды больного ума» или коммерческие подделки.
В марте 2015 года Аристархов принял участие в урегулировании скандала вокруг постановки оперы Вагнера «Тангейзер». Православная общественность Новосибирска обвинила режиссёра Тимофея Кулябина и директора театра Бориса Мездрича в «намеренном осквернении религиозных символов». Министерство культуры РФ потребовало убрать из постановки моменты, оскорблявшие чувства верующих. После того, как режиссёр и директор театра отказались выполнить эти требования, приказом Министерства директор театра был уволен. Приказ об увольнении вручил Мездричу сам Аристархов, прилетевший для этого в Новосибирск. Он же прокомментировал позицию Министерства: «Мы не обязаны, и мы не будем поддерживать всё подряд. В принятых в прошлом году Основах государственной культурной политики написано ясно, что мы ориентированы на поддержку традиционных ценностей нашего общества», — сказал замминистра культуры 1 апреля 2015 года на слушаниях в Общественной палате РФ о взаимоотношениях театра и общества. «Скажу крамольную фразу: искусство не является самоцелью. Самоцель — это благополучие нашего народа, нашей культуры, нашего общества, духовное и физическое…. Соответствует ли нашей культуре оскорбление большинства населения страны? Не соответствует», — подчеркнул Аристархов.
22 мая 2015 года, выступая в Туле на совещании Министерства культуры «О реализации основ государственной культурной политики Российской федерации», Аристархов подверг критике театральный фестиваль «Золотая маска». Он сказал: "… есть некий театральный фестиваль, который из года в год системно поддерживает постановки, которые очевидно противоречат нравственным нормам, очевидно провоцируют общество, очевидно содержат элементы русофобии, презрение к истории нашей страны, и сознательно выходят за нравственные рамки. Когда классика сводится к грубым инстинктам, когда под флагом права на интерпретацию мы видим не классику, не Пушкина, Гоголя и наших других великих драматургов, мы видим совершенно иное, что под маской, что под «Золотой Маской» классики протаскивают чуждые нам ценности. Я имею в виду «Золотую Маску. Имеет ли право государство поддерживать данный фестиваль в том виде, в котором он имеется? Наверное, не имеет. … Капустники, выдаваемые за театральные постановки, эта не та драма, даже если она считает себя новой, которую мы обязаны поддерживать. … И асоциальность не являются никаким образом ключевыми тратами на современные культурные процессы…». Это выступление спровоцировало дискуссию в творческой среде. Георгий Тараторкин, Константин Райкин и Игорь Косталевский опубликовали открытое письмо, в котором отвергали выдвинутые обвинения.
29 мая 2015 года Аристархов сделал резкое заявление о деятельности некоторых некоммерческих организаций. «В России действует до сих пор масса организаций, финансируемых из-за рубежа, которые как бы поддерживают культуру. Очень важно понимать, что именно они протаскивают под видом культуры. Такие как институт „Открытое общество“ (фонд Сороса), фонд Прохорова, Британский совет, некоммерческие „Институт культурной политики“, „Новый институт культурологии“, Совет Европы — эти органы, как мы видим анализ их деятельности, либо работают на распад наших традиционных ценностей, либо на проведение того, что нашими ценностями не являются», — сказал он на пленарном заседании Координационного совета по культуре при Минкультуры РФ в Ялте. Кроме того, в своём выступлении Аристархов отметил, что считает неприемлемым употребление в постановках и литературных произведениях матерных выражений. «Если Пушкину и Горькому ничего не мешало доносить до нас духовные ценности без мата, то почему мы должны сегодня поддерживать деятелей культуры, которые считают, что они это делать обязаны?» — сказал первый замминистра.

### Проверка деятельности
В мае 2016 года СМИ сообщили, что депутаты Госдумы Сергей Обухов и Валерий Рашкин направили в силовые ведомства запросы о проверке деятельности Владимира Аристархова и его брата Андрея, которые якобы подозреваются в злоупотреблении должностными полномочиями и их превышениях. Брат Владимира — Андрей Аристархов возглавлял реставрационную компанию и якобы получал от министерства многомиллионные контракты на реставрацию исторических объектов. В сентябре того же года МВД РФ опровергло информацию о наличии признаков преступления в действиях замглавы Минкультуры Владимира Аристархова.
Тем не менее, 5 октября 2016 года Правительство РФ вынесло Владимиру Аристархову дисциплинарное взыскание в соответствии со статьёй 59.1 закона «О государственной гражданской службе». Эта статья касается «взысканий за несоблюдение ограничений и запретов, требований о предотвращении или об урегулировании конфликта интересов и неисполнение обязанностей, установленных в целях противодействия коррупции». 10 августа 2017 года премьер-министр РФ Дмитрий Медведев подписал распоряжение, досрочно снимающее с первого заместителя министра культуры РФ Владимира Аристархова ранее наложенное дисциплинарное взыскание. Соответствующий документ опубликован на портале правовой информации.

### Международный центр Рерихов
Аристархов принимал участие в урегулировании ситуации вокруг Международного центра Рерихов — общественной организации, располагавшейся в Усадьбе Лопухиных в Малом Знаменском переулке.
В ноябре 2013 году лишился лицензии Мастер-банк, являвшийся спонсором и главным источником финансирования центра. В декабре МЦР обратился за помощью в мэрию Москвы, сообщив, что не может платить за аренду. Мэрия Москвы заменила договор об аренде на договор о безвозмездном использовании площади. Однако центр Рерихов не выполнял условия о безвозмездном использовании помещений в части целевого использования имущества, непредоставления помещений третьим лицам и содержания их в надлежащем состоянии.
Из-за невыполнения этих условий в 2015 году помещения МЦР были переданы в федеральную собственность и в управление Музею Востока. Музей Востока пытался договориться с МЦР о совместном использовании площади, однако центр не пожелал идти на контакт.
Инвентаризация исторической собственности на территории объекта культурного наследия федерального значения выявила неучтённые строения, законность которых пользователи зданий подтвердить не смогли. В частности, ещё в 2008 году там возвели так называемую «Ступу Трёх Драгоценностей». Представители МРЦ поспешили заявить, что Минкульт собирается снести культовое сооружение, хотя ни в министерстве, ни в мэрии этот вопрос даже не обсуждался.
«Спор о наследии Рерихов, инициированный Международным центром Рерихов с Государственным музеем Востока, длился в различных судебных инстанциях более 10 лет. В прошлом году Мосгорсуд поставил точку в этом разбирательстве и отказал в удовлетворении заявления центра о признании факта принятия наследства Святослава Рериха. По решению суда центр не является правопреемником Советского фонда Рерихов и, соответственно, наследником Святослава Рериха», — сказал заместитель Министра культуры Владимир Аристархов на брифинге, посвящённом 80-летию подписания Пакта Рериха, который прошёл в Государственном музее Востока.
В 2016 году министр культуры Владимир Мединский предложил создать государственный музей Рерихов как филиал Государственного музея Востока в помещениях усадьбы Лопухиных, где находится МЦР.
В 2017 году, 20 марта, Арбитражный суд Москвы постановил расторгнуть договор безвозмездной аренды и выселить МЦР из усадьбы Лопухиных.
По решению Росимущества усадьбу Лопухиных передали Государственному музею Востока. Его законность в апреле 2017 года подтвердил Мосгорсуд, а позднее, в июле, решение посчитал законным Арбитражный апелляционный суд.
В марте 2017 года из коллекции МЦР было изъято более 200 картин, подаренных Центру председателем правления «Мастер-банка» Борисом Булочником, находящимся в международном розыске. По версии следствия, он купил эти картины на деньги, похищенные у банка. МВД сообщило, что изъятые картины направлены на экспертизу. Изъятое принял на хранение Музей Востока, подтвердил его гендиректор Александр Седов.
В феврале 2018 года Верховный суд России признал законным решение Росимущества о передаче Государственному музею Востока усадьбы Лопухиных в центре Москвы и выселении из неё Международного центра Рерихов (МЦР). Кассационная жалоба МЦР была отклонена по причине того, что в ней не содержатся доводы, которые указывали бы на нарушение судами норм материального или процессуального права. «Приведённые организацией в кассационной жалобе доводы не могут быть признаны основанием для отмены обжалуемых судебных актов в кассационном порядке», — сказано в определении суда.
Международный центр Рерихов (МЦР) обратился к главе Следственного комитета РФ Александру Бастрыкину с требованием возбудить уголовное дело о «грабеже с проникновением в помещения» против руководителей министерства культуры и других лиц.
«Обвинения МЦР безосновательны, поскольку центр не является правопреемником советского фонда Рерихов и был выселен из здания в Знаменском переулке по решению суда, так как занимал его незаконно. При этом центр почему-то не упоминает про налоговые претензии, которые были ему предъявлены — на десятки миллионов рублей», — заявил Владимир Аристархов в интервью РИА Новости.